# Phyllophaga paraguayensis
Phyllophaga paraguayensis är en skalbaggsart som beskrevs av Moser 1918. Phyllophaga paraguayensis ingår i släktet Phyllophaga och familjen Melolonthidae. Inga underarter finns listade i Catalogue of Life.